# Frente Popular Patriótico
El Frente Popular Patriótico (en húngaro: Hazafias Népfront, HNF) fue originalmente un movimiento de resistencia política húngara durante la Segunda Guerra Mundial que luego se convirtió en una alianza de partidos políticos en la República Popular de Hungría. En este último papel, estuvo dominado por el Partido Comunista, conocido como el Partido  Húngaro de los Trabajadores (MDP) de 1948 a 1956 y el Partido Socialista Obrero Húngaro(MSZMP) desde 1956 en adelante.

## Historia
El Frente Húngaro (Frente Magyar) fue fundado por el Partido Comunista Húngaro (entonces conocido brevemente como el Partido de la Paz) como un movimiento de resistencia contra la ocupación de Hungría por las fuerzas alemanas nazis durante la Segunda Guerra Mundial e incluyó el Partido Socialdemócrata (MSZDP), el Partido Campesino Independiente (FKgP) y el Partido Nacional Campesino (NPP). El Frente Húngaro fue reemplazado por el Frente de Independencia Nacional Húngaro (Frente de Independencia Nacional Húngaro, MNFF) el 2 de diciembre de 1944, que también incluía al Partido Democrático Cívico (PDP).
El 1 de febrero de 1949, el MNFF se convirtió en el Frente Popular para la Independencia de Hungría (MFN), un frente popular como en otros países comunistas. En ese momento, el Frente estaba dominado por el MDP (como se había cambiado el nombre del Partido Comunista tras una fusión con los socialdemócratas). Los partidos no comunistas del Frente habían sido tomados por compañeros de ruta que convirtieron a sus partidos en socios leales del MDP. Como tal, la MFN asumió el mismo carácter que agrupaciones similares en el emergente bloque soviético. Los miembros no comunistas se subordinaron al MDP y tuvieron que aceptar el "papel de liderazgo" del MDP como condición para su existencia continua.
Bajo Imre Nagy, el MFN se reorganizó como el Frente Popular Patriótico (HNF). Durante la Revolución húngara de 1956, el MSzMP reemplazó al MDP como la fuerza dominante en el HNF.
En estas circunstancias, a los votantes se les presentó una sola lista del MFN en las elecciones de 1949. La legislatura dominada por los comunistas elegida en esta elección promulgó una Constitución húngara de 1949, que marcó formalmente el inicio del gobierno comunista absoluto en Hungría. Las elecciones se llevaron a cabo en condiciones similares en 1953.
Bajo el comunismo goulash de János Kádár, el HNF todavía tenía un control casi completo del sistema electoral. Como tal, en todas las elecciones de 1958 a 1985, a los votantes se les presentó una lista única de candidatos del HNF.
La Constitución encomendó al HNF liderar a la nación en la "construcción completa del socialismo, para la solución de las tareas políticas, económicas y culturales" Si bien más de un candidato podía presentarse en al menos algunos distritos electorales después de 1966, todos los posibles candidatos tenían que aceptar el programa del HNF para ser elegibles. El MSzMP usó el HNF para movilizarse activamente contra los candidatos que consideró inaceptables. Esto hizo que fuera extremadamente difícil para los candidatos independientes entrar en la boleta electoral. Alrededor de 1990, la HNF se convirtió en la Coalición Patriótica Electora.